# Fortis
Fortis este o bancă belgiano-olandeză, cu sediul atât la Bruxelles, cât și la Utrecht, și unul dintre cele mai mari grupuri financiare europene, ce oferă servicii bancare, de asigurări, investiții, consultanță financiară și brokeraj în peste 50 de țări. Compania este listată pe Euronext.
Număr de angajați în anul 2008: 85.000
Capitalizare bursieră la sfârșitul lui 2007: 40 miliarde Euro
Indicatori economici:
| An                               | 2007  | 2006 | 2005 |
| -------------------------------- | ----- | ---- | ---- |
| Cifra de afaceri (miliarde Euro) | 120,4 | 96,6 | 90,4 |
| Profit net (miliarde Euro)       | 3,9   | 4,3  | 3,9  |